# Дмитровка (Кременчугский район)
Дмитровка (укр. Дмитрівка) — село в Горишноплавнинская городская община,
Кременчугский район,
Полтавская область,
Украина.
Код КОАТУУ — 5310290301. Население по переписи 2001 года составляло 1698 человек .
Является административным центром Дмитровского сельского совета, в который, кроме того, входят сёла
Базалуки,
Волошино,
Кияшки,
Гора,
Кузьменки и
Солонцы,
а также входили ликвидированные сёла
Вишневое,
Кириленки,
Низы и
Золотнишино.

## Географическое положение
Село Дмитровка находится на левом берегу реки Псёл,
выше по течению на расстоянии в 0,5 км расположено село Кияшки,
ниже по течению на расстоянии в 5 км расположен город Горишние Плавни,
на противоположном берегу — село Потоки (Кременчугский район).
Река в этом месте извилистая, образует лиманы, старицы и заболоченные озёра.
Рядом проходят автомобильная дорога М-22 (E 577) и
железная дорога, станции Южный парк и Платформа 4 км.

## Объекты социальной сферы
- Школа.

## Достопримечательности
- Братская могила советских воинов.

## Религия
- Свято-Антоние-Феодосиевский Потоцкий мужской монастырь.